# August Wennerström
August Wennerström, född Andersson 24 april 1884 i Ystad, död 22 november 1950 i USA, var en svenskamerikansk publicist, tidningsman, trädgårdsmästare och överlevare av RMS Titanics förlisning.

## Biografi
August Andersson kom tidigt i livet att engagera sig politiskt. Han var medlem i socialdemokratiska ungdomsklubben, och kom 1905 att ge ut den anarkistiska pamfletten Gula Faran. Pamfletten innehöll attacker mot såväl kung Oscar II, som ett antal näringsidkare, och ett allmänt förlöjligande av kristendomen. Flera borgerliga tidningsredaktörer slog bakut, och det hela mynnade ut i ett tryckfrihetsåtal dit Andersson kallades. Sedan en annan person tagit på sig ansvaret för utgivningen skildes han från målet. Andersson flyttade till Karlstad där han blev invald i styrelsen till Värmlands Folkblad. Han fungerade kortvarigt som redaktör för tidningen 1907-1908 innan han ersattes av Ivar T. Vennerström. Han lämnade anställningen 1909 och kom sedan att arbeta på tryckerier och tidningar i Skåne.
Efter kontroverserna kring Gula Faran och de ekonomiska bekymmer han försatts i under sina olika anställningar beslöt Andersson sig för att lämna Sverige. Han reste till Köpenhamn där han tog sig efternamnet Wennerström från sin efterträdare och vän på Värmlands Folkblad.

### Ombord på Titanic
Wennerström steg ombord på Titanic som tredjeklasspassagerare i Southampton. Han kom att dela hytt med Gunnar Tenglin, en av två svenska män han lärt känna under resan över till England från Danmark. Den andre var Carl Olof Jansson. 
Under natten då Titanic förliste den 15 april 1912 lyckades Wennerström som många andra inte komma med någon av de vanliga livbåtarna. Han blev kvar ombord, och beskrev i brev hur han sett flera tredjeklasspassagerare helt sonika ge upp och stanna kvar i sin sektion i Titanics akter. Själv hade han vid förlisningens slutskede lyckats ta sig till den förligt placerade hopfällbara livbåten A. På båtdäcket träffade han på Alma Pålsson med barn som inte heller hunnit komma med någon livbåt. Wennerström ska ha hållit i barnen då båtdäcket började översvämmas av vatten men blev tvungen att släppa greppet om dem. Ingen ur familjen Pålsson överlevde förlisningen.
Han lyckades på något sätt ta sig upp på den nu halvt vattenfyllda och skadade livbåten tillsammans med flera andra, bland andra reskamraten Jansson. Han bevittnade hur det svenska äkta paret Edvard och Elin Lindell frös ihjäl när de klängde fast vid båten. Han hade försökt hålla fast Elin i handen men krafterna tröt och han tvingades släppa.
Livbåt 14 under femte styrman Harold Lowes befäl kom mot morgonen förbi livbåt A och plockade upp de 10-12 personer som fortfarande levde. Han togs ombord på det undsättande fartyget RMS Carpathia och anlände sedermera till New York. Han intervjuades för en artikel publicerad 19 april 1912 i tidningen Brooklyn Daily Eagle där han beskrev hur han lyckades överleva.

### Senare liv
Wennerström reste sedan till Chicago där han höll föredrag om sina upplevelser på Titanic. Han träffade även sin blivande fru i staden. De flyttade till staden Culver i Indiana där han tog anställning som trädgårdsmästare. Han lämnade sitt gamla liv som publicist bakom sig och fick med frun sju barn.